# 에실로

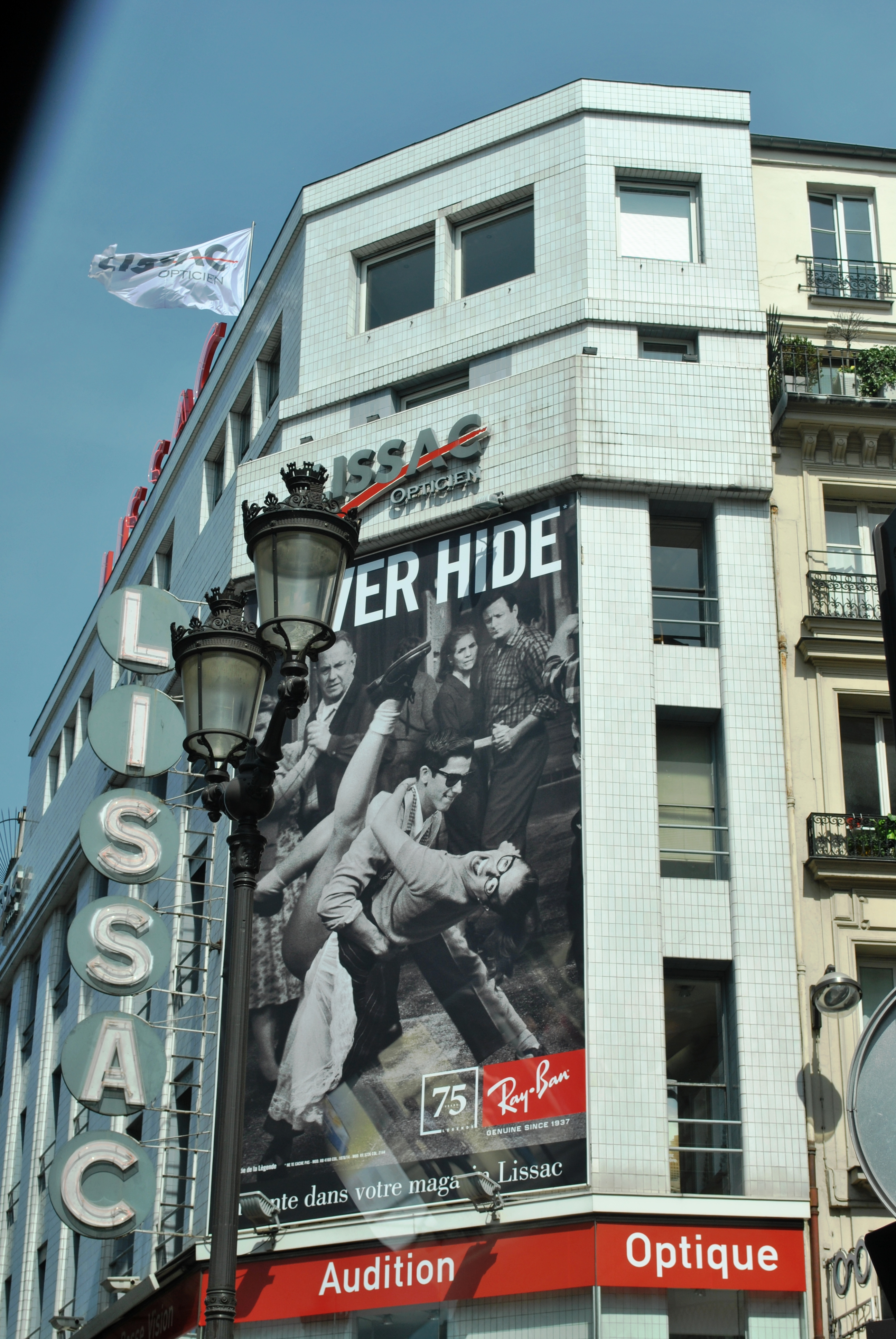
파리의 스토어

에실로(Essilor) 또는 에실로 인터내셔널(Essilor International)은 시야를 보호하거나 교정하기 위한 렌즈를 설계, 제조, 마케팅하는 프랑스 기반의 국제적인 광학 기업이다. 본사는 프랑스 파리 주변 샤랑통르퐁에 위치해 있다.
세계 최대의 교정 렌즈 제조 기업이다. 이 기업은 노안을 교정하고 착용자 주변과 먼 거리를 잘 보이게 해주는 세계 최초의 누진 렌즈인 배릴룩스(Varilux) 제작을 맡고 있다. 이 기업은 1972년 Essel과 Silor의 합병을 통해 설립되었다.

## 논란

### 러시아에서의 활동
시그넷 아머라이트는 지속되고 있는 우크라이나 전쟁에도 불구하고 러시아에서의 활동을 계속하고 있다는 이유로 비판을 받았습니다. 이 회사는 러시아 시장에서 계속 활동 중인 기업을 추적하는 "Leave Russia" 프로젝트에 이름을 올렸습니다. 비평가들은 시그넷 아머라이트의 러시아 내 지속적인 존재가 러시아 경제를 간접적으로 지원하며, 국제 제재와 갈등 중 러시아를 고립시키려는 노력을 약화시키고 있다고 주장합니다.